# Kronologija prve svetovne vojne
Kronologija prve svetovne vojne zajema tudi dogodke, ki so se zgodili pred in po njej, ampak so neposredno povezani.

## 1914
- 28. junij - avstrijski nadvojvoda Franc Ferdinand in njegova žena Sofija Hohenberška sta umrla v atentatu v Sarajevu, ki ga je izvedel srbski nacionalist; to je povod za prvo svetovno vojno.
- 23. julij - Avstro-Ogrska postavi ultimat Srbiji.
- 25. julij - Carska Rusija oznani, da bo zavarovala srbsko suverenost.
- 28. julij - Avstro-Ogrska napove vojno Kraljevini Srbiji in carski Rusiji; začetek prve svetovne vojne.
- 1. avgust:

- Nemško cesarstvo napove vojno carski Rusiji.
- Francija začne mobilizacijo svojih sil.

- 3. avgust: Nemško cesarstvo napove vojno Franciji.
- 4. avgust:

- Nemško cesarstvo napade in okupira Belgijo.
- Združeno kraljestvo napove vojno Nemškemu cesarstvu.
- ZDA razglasijo nevtralnost.

- 6. avgust:

- Avstro-Ogrska napove vojno carski Rusiji.
- Kraljevina Srbija napove vojno Nemškemu cesarstvu.
- USS Tennessee odpluje proti Evropi s 6 milijoni ameriških dolarjev v zlatu kot pomoč Američanom, ki so ostali ujeti v Evropi.

- 7. avgust:

- Francija okupira Alzacijo.
- general Joseph Joffre postane načelnik generalštaba francoske kopenske vojske
- Kraljevina Črna gora napove vojno Nemškemu cesarstvu.
- britanske oborožene sile se izkrcajo v Ostendu, Calaisu in Dunkirku.

- 8. avgust - prvi spopadi med Srbijo in Nemčijo.
- 12. avgust - Združeno kraljestvo napove vojno Avstro-Ogrski
- 14. avgust - začne se bitka mej
- 16. avgust:
  - Nemške oborožene sile zavzamejo Liege.
  - Avstro-Ogrska se spopade s Srbijo v bitki na Ceru
- 17. avgust - belgijska prestolnica se iz Bruslja preseli v Antwerpen.
- 18. avgust - predsednik ZDA Woodrow Wilson izda Razglasitev nevtralnosti.
- 19. avgust:

- - kanadski parlament potrdi ustanovitev ekspedicijske enote.
- - British Expeditionary Force (BEF) se izkrca v Franciji.

- 20. avgust:

- Rusko carstvo premaga Nemško cesarstvo v pri Gumbinnenu.
- Nemško cesarstvo okupira Bruselj.

- 23. avgust - Japonsko cesarstvo napove vojno Nemčiji.
- 24. avgust - Nemška kopenska vojska prodre v Francijo pri Lillu.
- 25. avgust - Avstro-Ogrska napove vojno Japonski.
- 26. avgust - začne se petdnevna bitka pri Tannenbergu
- 28. avgust:

- Avstro-Ogrska napove vojno Belgiji
- bitka za Helgoland

- 30. avgust - Nemci zavzamejo Amiens
- 31. avgust - Rusi so premagani v bitki pri Tannebergu
- 3. september - Nemci pričnejo oblegati Pariz; vlada Francije se preseli v Bordeaux
- 5. september - začetek prve bitke na Marni
- 6. september:
  - Srbija začne bitko na Drini
- 10. september - konec prve bitke na Marni
- 14. september:

- Francozi osvobodijo Amiens in Reims
- začetek prve bitke na Aisni

- 15. september - začetek pozicijskega bojevanja na zahodni fronti
- 24. september - Nemci zavzamejo St. Mihiel.
- 29. september - Nemci pričnejo bombardirati Antwerpen.
- 2. oktober - britanska admiraliteta objavi, da bo minirala Severno morje
- 4. oktober - cepelini prvič napadejo London
- 9. oktober - Nemci zavzamejo Antwerpen. Vlada Belgije se preseli v Ostend.
- 13. oktober - Britanci zavzamejo Ypres.
- 14. oktober - Kanadske ekspedicijske sile pristanejo v Plymouthu.
- 15. oktober - Nemci zavzamejo Ostend. Vlada Belgije se preseli v Havre (Francija).
- 19. oktober:
  - prične se prva bitka pri Ypresu
  - Nemška križarka Emden zajeme 13 antantnih ladij trgovske mornarice v 24 dneh.
- 22. oktober - ZDA začne ekonomsko podpirati antanto.
- 28. oktober - nemška križarka Emden pod krinko britanske ladje zapluje v zaliv Penang, kjer potopi rusko lahko križarko Cemčug.
- 1. november - med Združenim kraljestvom in Nemškim cesarstvom pride do pomorske bitke pri Coronelu
- 2. november - Carska Rusija napove vojno Otomanskemu imperiju.
- 5. november:

- Francija in Združeno kraljestvo napovesta vojno Otomanskemu imperiju.
- Združeno kraljestvo aneksira Ciper.

- 9. november - avstralska lahka križarka HMAS Sydney poškoduje nemško križarko Emden in jo prisili, da nasede na grebenu pri Severnem Keelinškem otoku (Indijski ocean).
- 16. november - med silami Avstro-Ogrske in Srbije prične se bitka na Kolubari
- 22. november - prva bitka pri Ypresu se konča z neodločenim izidom
- 25. november - Friedrich von Hindenburg zaustavi ofenzivo na Lodz.
- 2. december - Avstro-Ogrska zavzame Beograd.
- 3. december - Nizozemska kopenska vojska strelja na internirane belgijske vojake (8 jih umre).
- 4. december - Nemško cesarstvo ustanovi prvo enoto pomorskih letal.
- 6. december - Nemci zavzamejo Lodz.
- 8. december - začne se bitka pri Falklandskih otokih
- 14. december - prvi nemški letalski zračni napad na Združeno kraljestvo.
- 16. december - Nemci so bombardirali Hartlepool, Scarborough in Whitby.
- 17. december - Avstro-Ogrska premaga Ruse pri Limanovem (Poljska)
- 25. december - prične se neuradno božično premirje med vojaki na zahodni fronti.

## 1915
- 19. februar - začne se pomorska akcija v bitki za Gallipoli, ki pa ni uspešna.
- 18. marec - začne se druga pomorska akcija v bitki za Gallipoli, ki tako kot prva ni uspešna.
- 15. april - začne se kopenski del operacije v bitki za Gallipoli.
- 22. april - prične se druga bitka pri Ypresu
- 7. maj - nemška podmornica torpedira RMS Lusitanio, ta se potopi
- 23. junij - prične se prva soška bitka, konča se 7. julija
- 18. julij - prične se druga soška bitka, konča se 3. avgusta
- 24. september - prične se bitka za Przemyśl

## 1916
- 6. in 7. januar - zgodi se bitka pri Mojkovcu med silami Avstro-Ogrske in Kraljevine Črne Gore
- 21. februar - z nemškim obstreljevanjem se prične bitka pri Verdunu

- 31. maj - začne se pomorska bitka pri Jutlandiji.
- 1. junij - konča se pomorska bitka pri Jutlandiji. Britanija je obdržala kontrolo nad morjem.
- 1. julij - začne se bitka na Somi, ki je za zaveznike neuspešna.
- 13. november - konča se bitka na Somi. V 4 mesecih bojevanja je umrlo okrog pol milijona vojakov na obeh straneh.
- 15. december - z uspešnim francoskim protinapadom se konča bitka pri Verdunu

## 1917
- 1. januar - Turčija razglasi neodvisnost od zahtev evropskih velesil.
- 5. januar - Bolgarija in Nemčija okupirata pristanišče Braila.
- 9. januar - Nemčija se odloči začeti totalno podmorniško vojno.
- 10. januar - antanta zavrne nemški predlog za mirovna pogajanja.
- 31. januar - Nemčija razširi totalno podmorniško vojno tudi na nevtralne ladje v vojnem območju.
- 6. april - Združene države Amerike napovedo vojno Nemčiji
- 24. oktober - prične se 12. soška bitka in hkrati zadnja od 12. ofenziv ob Soči.
- 19. november - po preboju pri Kobaridu se konča 12. soška bitka.
- 7. december - Združene države Amerike napovedo vojno Avstro-Ogrski

## 1918
- 2. januar - boljševiki zagrozijo s ponovnim vstopom v vojno, če Nemško cesarstvo ne vrne okupiranih področij.
- 6. januar - Nemško cesarstvo prizna samostojnost Finske.
- 7. januar - Nemško cesarstvo premakne 75.000 vojakov iz vzhodne na zahodno fronto.
- 8. januar - predsednik ZDA Woodrow Wilson objavi svojih 14 točk.
- 25. januar - Avstro-Ogrska in Nemško cesarstvo zavrneta ameriške mirovne predloge.
- 1. februar - prične se upor mornarjev v Boki Kotorski
- 29. februar - Bolgarija podpiše premirje.[pojasni]
- 3. marec - Nemško cesarstvo, Avstro-Ogrska in RSFSR podpišejo Brestlitovski mir.
- 7. marec - Finska podpiše sporazum o sodelovanju z Nemčijo.
- 14. marec - vseruski kongres sovjetov ratificira mirovni sporazum s centralnimi silami.
- 21. marec - bitka za Picardy
- 23. marec - nemška ofenziva se usmeri proti Amiensu in Parizu.
- 26. marec - Nemci zavzamejo Noyon, Roye in Lihons
- 28. marec - nemška operacija Mars je ustavljena pri Arrasu.
- 4. april:
  - avstralske sile zadržijo nemški napad pri Villers Bretonneux.
  - konča se bitka na Somi
- 9. april - začne se bitka pri Lysu.
- 14. april - Foch postane vrhovni poveljnik zahodne fronte.
- 22. april - pomorska bitka za Zeeburgge
- 23. april - Britanci neuspešno poskusijo blokirati zaliv Ostend.
- 25. april - britanske in avstralske čete zaustavijo nemški napad pri Amiensu.
- 7. maj - Romunija podpiše bukareški mir
- 10. maj - potopijo HMS Vindictive in tako zaprejo vhod v zaliv Ostend.
- 15. maj - grške sile se izkrcajo pri Smirni.
- 23. maj - Nemci pričnejo obstreljevati Pariz.
- 25. maj - nemške podmornice vplujejo v ameriške teritorialne vode.
- 27. maj - prične se tretja bitka za Aisne
- 29. maj - nemški prodor proti reki Marni zaustavijo ameriške divizije.
- 6. junij - začne se bitka za Belleau Wood.
- 9. junij - začne se bitka za Metz.
- 17. junij - zadnji nemški letalski napad na Veliko Britanijo med prvo svetovno vojno.
- 18. junij - antanta prične največjo protiofenzivo na zahodni fronti.
- 2. julij - antantni vrhovni vojaški svet podpre intervencijo v Sibiriji.
- 15. julij - začne se druga bitka na Marni.
- 18. julij - začetek ameriško–francoske ofenzive na Aisne-Marne.
- 19. julij - nemška vojska se umakne za reko Marno.
- 3. avgust - pričetek antantne intervencije pri Vladivostoku.
- 8. avgust - anglo–francoski protinapad pri Amiensu prebije nemško obrambno črto.
- 20. avgust - Združeno kraljestvo prične ofenzivo na zahodni fronti.[pojasni]
- 4. september - ameriške oborožene sile se izkrcajo v Rusiji.
- 6. september - prične se splošen nemški umik čez reko Aisno.
- 12. september:
  - ZDA sprožijo ofenzivo na St. Mihiel.
  - Britanci zavzamejo Havincourt, Moeuvres in Trescault.
- 18. september - prične se bitka za Megido.
- 23. september - britanska 15. konjeniška brigada napade Haifo.
- 25. september - Brazilija napove vojno Avstro-Ogrski.
- 26. september - prične se Meuse-Argonnška ofenziva.
- 29. september - antanta prebije Hindenburgovo linijo.
- 30. september - Bolgarija podpiše separatni mir in se umakne iz prve svetovne vojne.
- 1. oktober - arabsko–britanske pod poveljstvom Lawrenca Arabskega zasedejo Damask.
- 3. oktober - Nemško cesarstvo in Avstro-Ogrska zaprosita ZDA za premirje.
- 17. oktober - ladja SS Lucia je zadnja žrtev nemških podmornic prve svetovne vojne.
- 18. oktober - Čehi zavzamejo Prago in se odpovejo habsburški nadvladi.
- 21. oktober - Nemško cesarstvo zaustavi totalno podmorniško vojno.
- 24. oktober - prične se bitka pri Vittorio Venetu
- 26. oktober - nemški vrhovni poveljnik general Erich Ludendorff odstopi zaradi pogojev premirja, na katere je pristala nemška vlada.
- 28. oktober - upor nemških mornarjev v pristaniščih.[pojasni]
- 30. oktober:
  - Slovaška z Martinsko deklaracijo razglasi neodvisnost od Avstro-Ogrske
  - Turčija in Antanta podpišejo premirje.[pojasni]
- 1. november - Američani prebijejo nemško obrambo na Meusi.
- 3. november:
  - nemška flota v Kielu se upre.
  - razpad Avstro-Ogrske
  - Poljska razglasi neodvisnost in samostojnost.
  - Italija zasede Trst
- 4. november - Avstro-Oggrska podpiše premirje z Antanto.
- 9. november - nemški cesar Viljem II. zapusti prestol in pobegne na Nizozemsko.
- 10. november - ustanovljena nemška republika.
- 11. november - ob 11. uri se konča prva svetovna vojna, ko Nemško cesarstvo in Antanta podpišejo premirje.
- 12. november - z abdikacijo Karla I. Avstrija postane republika
- 21. november - zadnje nemške vojaške enote zapustijo Alzacijo in Loreno.
- 1. december - ameriška okupacijska vojska vstopi v Nemčijo.
- 3. december - konča se antantna londonska konferenca, na kateri odločijo, da mora Nemčija plačati vojno odškodnino.
- 4. december - predsednik ZDA Woodrow Wilson odpotuje proti Brestu (Francija) in tako postane prvi predsednik ZDA, ki obišče tujo državo.
- 13. december - ameriška okupacijska vojska prekorači Ren.

## Povojna dejanja

### 1919
- 18. januar - pričetek mednarodne mirovne konference v Versaillesu.
- 22. januar - podpisan je graško-ljubljanski protokol
- 6. februar - nemški parlament se zbere v Weimarju.
- 13. marec - admiral Kolčak začne ofenzivo proti boljševikom v ruski državljanski vojni.
- 7. april - Antanta se umakne iz Odese.
- 6. maj - mirovna konferenca v Versaillesu odvzame Nemčiji njene kolonije.
- 21. junij - nemška Visokomorska flota se sama potopi pri Scapa Flowu.
- 28. junij - podpisana je versajska pogodba
- 24. avgust - Italija zapusti mirovno konferenco zaradi spora okoli Reke.
- 10. september - podpisana je senžermenska mirovna pogodba
- 19. november - Senat ZDA zavrne versajsko pogodbo.

### 1920
- 3. januar - zadnje ameriške oborožene sile zapustijo Francijo.
- 10. januar - versajski sporazum stopi v veljavo.
- 23. januar - Nizozemska zavrne zahtevo Antante po izročitvi Viljema I.
- 3. februar - Antanta zahteva sojenje 890 nemškim vojaškim osebam.
- 19. marec - Senat ZDA drugič zavrne versajski sporazum.

### 1921
- 27. april - Antanta razglasi, da mora Nemčija plačati 6,65 milijarde funtov vojne odškodnine.
- 25. avgust - ZDA, Avstrija in Nemčija podpišejo mirovni sporazum o koncu prve svetovne vojne.

### 1923
- 4. januar - pariška konferenca o vojni odškodnini zastane, ko Francija vztraja na trdi liniji, medtem ko Združeno kraljestvo želi obnovo.
- 10. januar - ZDA umakne zadnje oborožene sile iz Nemčije.
- 4. februar - Francija zasede Offenburg, Appenweier in Buhl v Porurju kot del dogovora[pojasni] po koncu prve svetovne vojne.
- 20. junij - Francija objavi, da bo zavzela Porurje, da bo prisila Nemčijo k plačevanju vojne odškodnine.

### 1924
- 4. junij - v spomin vseh padlih vojakov iz države New York, prižgejo večni ogenj na Madison Squaru v New Yorku.

### 1925
- 1. december - po sedemletni okupaciji se 7.000 britanskih vojakov umakne iz Kölna.

### 1930
- 3. januar - pričetek druge konference o nemških vojnih reparacijah v Haagu.

### 1939
- 25. september - Andora in Nemčija končno podpišeta sporazum o končanju prve svetovne vojne